# Lastovo
Lastovo je otok u hrvatskom dijelu Jadranskog mora. Nalazi se 14 km južno od otoka Korčule (dijeli ih Lastovski kanal), jugozapadno od poluotoka Pelješca i otoka Mljeta, istočno od otoka Sušca i jugoistočno od otoka Visa. Obuhvaća 40,82 km² sa 792 stanovnika (2011.). Proteže se u smjeru istok-zapad, dug je 9,8 km, širok do 5,8 km i visok 417 m (Hum). Obala je duga 49,0 km. Koeficijent razvedenosti iznosi 2,2. Razvedeniji dio Lastova njegova su zapadna i sjeverozapadna obala. Otok okružuje 46 otočića i hridi.
Upravnom podjelom pripada Dubrovačko-neretvanskoj županiji. Najveće mjesto na Lastovu je istoimeno naselje Lastovo.
Otok je poznat po mletačkoj arhitekturi iz 15. i 16. stoljeća. Veliki je broj crkava relativno male veličine, što svjedoči o dugogodišnjoj rimokatoličkoj tradiciji otoka. Glavni kulturni događaj je Poklada, ili karneval. Otok se u velikoj mjeri oslanja na svoje prirodno okruženje kako bi privukao turiste svake sezone. Godine 2006. hrvatska vlada je otok i njegovo otočje proglasila parkom prirode.

## Zemljopis
Lastovo pripada skupini južnodalmatinskih otoka, a otočnu skupinu sačinjavaju najveći matični otok Lastovo, te niz otoka, otočića i hridi. Otok je udaljen 99 km od Dubrovnika, 57 km od Visa, 31 km od Mljeta, a od najbližeg otoka Korčule odvaja ga Lastovski kanal širine 13 do 20 km.
Otok je dug oko 10 km, a širok 5,8 km. Površina otoka je 41 km2.
Oko otoka Lastova se nalazi 46 otočića i hridi. Sam otok Lastovo je najveći otok u Lastovskom arhipelagu, koje se grana prema sjeveroistoku prema otočićima Lastovnjacima i Vrhovnjacima. Zapadni otoci su Prežba, Mrčara, Maslovnjak Veli, Maslovnjak Mali, Makarac, Vlašnik, Bratin, Pod Mrčaru, Rutvenjak Veli, Rutvenjak Mali, Crnac, Kopište, Pod Kopište, Bijelac; sjeveroistočni i istočni otoci: Tajan Velji, otočje Lastovnjaci ili Donji školji (Arženjak Veli, Arženjak Mali, Saplun, Česvinica, Štomarina, Golubinjak Veli, Golubinjak Mali, Kručica, Petrovac, Za Barje) i otočje Vrhovnjaci (Sestrica Velja, Sestrica Mala , Smokvica/Donji Vlašnik, Mukjenta ili Pod Smokvicu, Vlašnik Gornji, Vlašnik Srednji i Glavat). Uz sjevernu obalu leži otok Zaklopatica, a uz južnu nema otoka.
Najveću razvedenost imaju sjeverozapadna i zapadna obala. Razvedenost obale je velika, pa ukupna dužina obala otoka, otočića i grebena iznosi 115,9 km (otok Lastovo 46,4 km, otočna skupina Donji Školji i Vrhovnjaci 22,3 km, otoci Prežba 12,9 km, Mrčara i okolni otočići 12,9 km, Kopište i okolni otočići 7,7 km, te otok Sušac 13,7 km).
Uz Mljet, Lastovo je najšumovitiji hrvatski otok s više od 70 % šumovite površine.
Građen je od donjokrednih vapnenaca, dolomita, pleistocenskih konglomerata i breča. Na otoku ima špilja (Rača i dr.). Mnogobrojna polja (Prgovo, Vinopolje i dr.) nastala su tektonsko-krškim procesima. Ispunjena su tlom koje je nastalo raspadanjem karbonatnih stijena, te taloženjem pleistocenskih eolskih sedimenata.
Najviša uzvišenja su Veli Hum (417 m) i Mali Hum u središnjem dijelu otoka, Prehodišće, Maslina i Prežba u zapadnom dijelu, Veliki Pjevor i Sozanj u sjevernom dijelu, Glavica, Velji Vrh, Sveti Vid, Stijene i Nori Hum u istočnom dijelu, te niz uzvisina – brda prema jugu s visinama iznad 300 m i 400 m koje čine vapnenački greben Pleševo i Debelo brdo. Od četrdesetak polja različite veličine, većina se pruža do 100 m nad morem. Uz najveće Vino polje na zapadnom i Prgovo polje na istočnom dijelu otoka, još se ističu svojom veličinom Nižno polje, Dubrava, Hrastove, Ždrijelo, Pržina i druga.

## Klima
Otok Lastovo pripada jadranskom tipu mediteranske klime koju karakteriziraju blage, vlažne i kišovite zime, te vruća i suha ljeta. Mikroklimatske prilike u odnosu na susjedna područja, a u kojima dolazi do izražaja maritimnost, očituju se kroz :
- niže ljetne temperature
- manju godišnju temperaturnu amplitudu
- manju naoblaku i
- manje količine padalina
- veću relativnu vlagu.

Zbog udaljenosti od kopna, najjužnije pozicije od svih većih jadranskih otoka te utjecaja mora, na Lastovu su ublažene ekstremne ljetne žege i zimske hladnoće. Srednja godišnja temperatura zraka iznosi 15,5 C (ljeti 22,8 °C, zimi 9,2 °C) a godišnja temperaturna amplituda 15, 3 °C. U odnosu na susjedno obalno područje, Lastovo ima manji broj hladnih, toplih i vrućih dana, i najveći broj dana s toplom noći.
Lastovo pripada najsunčanijim područjima jadranskog primorja s 2761 sati insolacije godišnje (prosječno 7,3 sati dnevno). Relativno mali broj oblačnih dana (77) također je posljedica udaljenosti od obalnog pojasa.
Lastovo je često izloženo ljetnim sušama koje karakteriziraju ovaj tip klime. Suha i topla ljeta omogućavaju međutim dugu kupališnu sezonu koja ponekad traje od polovice svibnja do kraja listopada. Relativno mala visina reljefa i izloženost pučini uvjetuju da otok prima najmanje količine padalina u našem primorju (622 mm/god.) Nedostatak kiše posebno se osjeća u ljetnoj polovici godine (proljeće 149 mm; ljeto 50 mm) ali ljetne suše nisu tako izrazite zbog visokog postotka (70 %) relativne vlage u zraku. Zbog visoke relativne vlažnosti veći je udio prosječnog broja dana s maglom i mrazom. Tuča rijetko pada, a zbog blage klime neznatan je broj dana sa snijegom koji se gotovo nikada ne zadržava na tlu.
Zbog isturenosti otoka prema pučini mali je udio jakih (35 dana/god.) i olujnih (2,5 dana/god.) vjetrova. Tišine se pojavljuju s prosječno oko 130 dana godišnje.
Od lokalnih vjetrova najučestaliji je jugo (SE). Donosi toplo i kišno vrijeme, javlja se tijekom cijele godine, ali češće tijekom jeseni i zime. Po učestalosti iza juga dolaze bura (NE) i tramuntana (NW), suhi i hladni vjetrovi koji najviše pušu u zimskom periodu donoseći relativno hladan, suh i vedar tip vremena. Levanat (E) donosi tijekom zime i početkom proljeća kišno, prohladno i tmurno vrijeme. Rjeđe se javljaju lebić (SW i W) i oštro (S) i to obično poslije juga donoseći pljuskove i grmljavinu.
Od periodičnih vjetrova najviše dolazi do izražaja maestral, dnevni vjetar koji puše u ljetnom dijelu godine i donosi vedar i suh tip vremena. Burin, pandan maestralu, puše noću s kopna na more i dolazi do izražaja samo u većim uvalama.

## Povijest
Otok Lastovo trajno je naseljen već nekoliko tisuća godina. Prvi poznati stanovnici bili su Iliri, a u antici ga koloniziraju najprije Grci, koji su ga nazivali Ladesta, a zatim i Rimljani. U uvali Ublima (na jugozapadnoj obali) nađeni su arheološki nalazi iz starorimskog razdoblja i ranog srednjeg vijeka.
Kao i kod ostalih Jadranskih otoka i u slučaju Lastova se često mijenjala vlast nad otokom. Nakon Grka i Rimskog Carstva, otok je pod vlašću Bizanta. Dolaskom Hrvata na obale Jadrana otok se povremeno nalazi u okviru Hrvatskog Kraljevstva, povremeno u okviru Mletačke Republike. Od 13. stoljeća postaje dio Dubrovačke Republike. Godine 1310. Lastovo je dobilo svoj prvi pisani propis – Lastovski statut koji ima sve osobine zakona. Prema Statutu, otokom upravlja Vijeće od 20 članova koji svoju funkciju obnašaju od izbora pa sve do smrti. Godine 1486. ovlasti Vijeća su potpale pod Parlament Republike tako da je Lastovo izgubilo veliki dio svoje autonomije. Stalno ograničavanje lastovske autonomije i visoke dadžbine dovele su do kratkotrajnog ustanka na Lastovu tijekom 1602. godine. Na poziv otočana, Venecija je okupirala otok 1603. godine, a 1606. godine vratila ga je Dubrovniku. Naredni pokušaj ustanka zbio se 1652. godine no bez uspjeha. Štoviše, nakon tih nemira Lastovo je dodatno izgubilo na autonomiji. 
Tijekom turskih osvajanja, Lastovo je često bilo meta gusara iz Ulcinja. Kako bi zaštitili otok, Lastovci su uveli obvezno služenje vojnog roka. Vojni rok je ukinut u 18. stoljeću kada su gusari iz Ulcinja promijenili zanimanje i postali trgovci. 
S prestankom Dubrovačke Republike, početkom 19. stoljeća, Lastovo kratkotrajno ulazi u Ilirske pokrajine koju su osnovali Francuzi. Nakon poraza Napoleona Lastovo skupa s ostalim dijelovima nekadašnje Dubrovačke Republike postaje dijelom Habsburške Monarhije, od 1867. godine Austro-Ugarske.
Tijekom Prvoga svjetskog rata, Austro-Ugarska vojska formirala je garnizon na Glavici. U utvrdi su bili vojnici koji su bili mahom Mađari s privremenim boravkom na Lastovu. Uprava je naredila zamračenje i zabranila crkvena zvona tijekom rata. Pred kraj 1917. godine francuski zrakoplovi su bombardirali Lastovo, a nakon toga su sletjeli na Lastovo u potrazi za informacijama. Ubrzo su na Lastovo su došle i talijanske trupe, te su se sukobile s Francuzima koje su zarobili i tretirali ih kao ratne zarobljenike. Iako su francuski vojnici na Lastovu imali status ratnih zarobljenika, informaciju o kraju rata je na Lastovo donio francuski zrakoplov koji je 4. listopada 1918. godine bacio informativne letke na Lastovo. 
Tjedan dana nakon toga, 11. studenoga 1918. godine talijanska vojska je okupirala Lastovo. Naime, Lastovo kao i veći dio Dalmacije je u Tajnom londonskom ugovoru (1915.) bilo prepoznato kao talijanski teritorij. Italija je svoj zahtjev za pripajanjem većeg dijela Dalmacije bazirala na činjenici da su u svim djelovnima Dalmacije obitavale skupine Talijana. Ali zapravo radilo se o nagradi za sudjelovanje u ratu na strani Antante. Ipak, pod utjecajem američkog predsjednika Woodrowa Wilsona koji je podržavao nacionalni pristup pri određivanju granica, ideja da se cijela Dalmacija pripoji Italiji je odbačena. Zbog prijedloga Američkog predsjednika Woodrowa Wilsona jedino je Zadar (tada zvani Zara), u kojem su Talijani imali većinu, pripao Italiji. No, Rapallskim sporazumom iz 1920. godine napravljena je iznimka i ‘Lagosta’ je pripala Italiji zbog strateških razloga. Ta iznimka je bila podržana jer je na Lastovu obitavala talijanska manjina, a s druge strane, pripajanje Lastova Italiji je djelovalo kao dobar kompromis koji će umiriti Talijanske strasti.
Nakon početka fašizma u Italiji (1922.) politika talijanizacije svih ‘stranih’ dijelova je započela. Kao posljedica toga, hrvatske škole su zatvorene i talijanski je postao jedini službeni jezik na Lastovu. Te promjene je pratio rast životnog standarda na otoku. Brojni javni radovi su započeti, a otočka populacija je doživjela svoj maksimum od oko 2000 stanovnika. Taj nagli rast populacije je bio potaknut i useljeništvom Talijana iz drugih dalmatinskih gradova koji su željeli živjeti pod talijanskim vodstvom.
Kada su 1941. godine sile osovine prodrle u Kraljevinu Jugoslaviju, ona je doživjela vrlo brzi kolaps. Nakon toga je veliki dio Dalmacije pripojen Italiji a ostali dio Hrvatske je pripojen Nezavisnoj Državi Hrvatskoj. Nedugo nakon kapitulacije Italije 8. rujna 1943. godine partizani s Josipom Brozom Titom na čelu su zauzeli Lastovo i priključili ga Jugoslaviji. Nakon rata, Lastovo je postalo dio Socijalističke republike Hrvatske, jedne od 6 republika Socijalističke federativne republike Jugoslavije. Do 1953. godine većina stanovnika Lastova talijanske nacionalnosti napustila je Lastovo, prekidajući dugogodišnju prisutnost Talijana na Lastovu. No, to razdoblje je obilježeno i velikim iseljavanjem Lastovaca hrvatske nacionalnosti prvenstveno u Australiju i Ameriku. U Drugom svjetskom ratu u redovima partizana poginulo je 26 Lastovaca, kojima je podignut spomenik u mjestu Lastovu. 
Tijekom druge polovice 20. stoljeća tadašnja vojska SFRJ, JNA, provodila je militarizaciju Lastova: na otoku su podignuti brojni vojni objekti, kretanje po otoku i dolazak odnosno odlazak s otoka su bitno ograničeni i stavljeni pod strogu kontrolu, naseljen je veliki broj vojnog osoblja. Oni su bili u najvećem dijelu srpske narodnosti, a što je bitno mijenjalo etničku strukturu slabo naseljenog otoka s kojeg je tijekom mnogih desetljeća emigrirao velik broj domicilnog stanovništva pretežno zbog gospodarske nerazvijenosti Lastova. Osim toga, otok je bio zabranjeno područje za strance, te tako nije bio moguć ni razvoj turizma koji je drugim otocima bio glavni pokretač razvoja.
Nakon što je Hrvatska 1991. godine proglasila samostalnost, pripadnici Jugoslavenske narodne armije (JNA) su na Lastovu ostali sve do 31. svibnja 1992. godine u 3:30 sati – kada su napustili vojne baze na Lastovu. Domovinski rat je završio 1995. godine, a Lastovo je izbjeglo veliki dio rata koji je zahvatio Hrvatsku. No unatoč tome depopulacija Lastova se nastavila s 1205 osoba 1991. godine na 835 osoba 2001. godine, te 792 osobe 2011. godine.
Dana 29. rujna 2006. godine Hrvatski sabor je donio Zakon o proglašenju Parka prirode “Lastovsko otočje”. Time je Lastovsko otočje postalo jedanaesti park prirode u Hrvatskoj. Zaštitom će se sačuvati njegove baštinjene krajobrazne i kulturne vrijednosti, te biološka i krajobrazna raznolikost, što uključuje pripadajuće more i podmorje.

## Promet
Lastovo je povezano brodskom vezom samo sa Splitom, trajektom i katamaranom jednom dnevno. Vožnja trajektom traje 5 sati, uz stajanje u Veloj Luci na Korčuli, dok se katamaranom stiže za 3 sata, uz stajanja u Hvaru, te u Veloj Luci na Korčuli. Trajekt i katamaran pristaju u malenoj lučici Ubli. U srpnju i kolovozu utorkom i četvrtkom Lastovo je katamaranom povezano s Dubrovnikom, a vožnja traje 4 sata uz pristajanje na Korčuli te u Polačama i Sobri na Mljetu. Na Lastovu postoji helidrom u blizini Velog Huma

## Gospodarstvo
Razvijeno je poljodjelstvo: vinogradarstvo, maslinarstvo, povrtlarstvo i uzgoj rogača. Značajno je i ribarstvo i riboprerada te turizam. Lastovo se u turizmu naročito promovira očuvanim okolišom i autentičnom mediteranskom arhitekturom. Na Lastovu, za razliku od velikog dijela drugih otočnih središta u Hrvatskoj, nema apartmanskih naselja, velike izgrađenosti ni betonizacije. Popis poljoprivrede 2003. godine izvijestio je da je općina imala 57 ha (140 jutara) zemljišta koje se koristi za poljoprivredu. Od tih 25 ha (62 jutara) bili su vinogradi, a na Lastovu je raslo više od 9000 stabala maslina. Nakon desetljeća izolacije od stranaca, zbog djelovanja Jugoslavenske narodne armije i Domovinskog rata (1991. – 1995.), otok je postao privlačan za turiste, dijelom i zato što je ostao uglavnom nerazvijen; čak je bilo snabdijevanje otoka slatkom vodom teško.

## Šport
NK Omladinac Lastovo (osnovan 1927. godine) – klub se natječe u 2. ŽNL Dubrovačko-neretvanskoj. U organizaciji MMA kluba Frantoj na Lastovu se organiziraju trening kampovi.

## Stanovništvo
Prema popisu iz 2001. godine na otoku je živjelo 835 stanovnika. To je najmanji broj stanovnika od kada se vode službene evidencije, od sredine 19. stoljeća. Prema tim popisima na Lastovu je živjelo između tisuću i dvije tisuće stanovnika, najviše 1948. godine kada je popisano 1738 žitelja. Od tada je broj stanovnika u opadanju. 
Naselja na otoku su: 
- Lastovo – 451 stanovnik
- Uble – 218 stanovnika
- Pasadur – 77 stanovnika
- Zaklopatica – 71 stanovnik
- Skrivena Luka – 18 stanovnika

Lučica – Naselje od tridesetak kuća u uvali Lučica koje administrativno pripada samom Lastovu povijesno je zaštićeni lokalitet. Izvorno je to bilo ribarsko naselje s kućama koje su služile za pohranu ribarskog pribora i opreme. Nepun je kilometar udaljena od glavnog mjesta. Dolazi se asfaltnom cestom ili 400 m dugim puteljkom kroz šumu.
Hrvati su jedini autohtoni i većinski stanovnici ovog otoka.
Prema popisu stanovništva iz 2011. godine na Lastovu žive 792 stanovnika. Po narodnosti 750 stanovnika su Hrvati (94,7 %), 11 Srbi (1,39 %), 11 Bošnjaci (1,39 %), 5 Talijani (0,63 %), 4 neizjašnjena (0,23 %). Prema popisu 762 stanovnika (96,21 %) izjasnila su se da im je materinski jezik hrvatski. Prema vjeroispovijesti 709 stanovnika su katolici (89,52 %), 24 ateisti (3,03 %), 11 muslimani (1,39 %), 9 pravoslavci (1,14 %).

## Čakavsko-jekavsko narječje
Na Lastovu se govori jedinstvenim dijalektom hrvatskog jezika, lastovskim dijalektom.

## Poznate osobe
- Dobre Dobričević – hrv. dobrotvor
- Nikola Fantela – hrv. svećenik i mučenik
- Anselmo Antica – benediktinac
- Kristo Antica – profesor i pisac
- Ivan Luka Antica – pjesnik i komediograf te tajnik moldavskog kneza
- Ivo Dražinić – dirigent i skladatelj
- Vinko Lesić – kazališni i klapski kompozitor i aranžer

## Vanjske poveznice

### Sestrinski projekti
|  | Zajednički poslužitelj ima još gradiva o temi Lastovo |

### Mrežna sjedišta
- Turistička zajednica Općine Lastovo
- Općina Lastovo
- Portal za PP Lastovo  Arhivirana inačica izvorne stranice od 27. lipnja 2012. (Wayback Machine)